# Ведренн, Антуан
Антуан Ведренн (фр. Antoine Védrenne; 17 сентября 1878, Кастийон-ла-Батай — 13 января 1937, Кастийон-ла-Батай) — французский гребец, бронзовый призёр летних Олимпийских игр 1900.
На Играх, Ведренн участвовал только в парных заплывах. Он, вместе с другим спортсменом Карлос Дельтур и рулевым Раулем Паоли, сначала выиграл полуфинальную гонку с результатом 6:33,4, а затем, в финале, занял третье место, пройдя дистанцию за 7:00,4.